# مارتی فریدمن
مارتی ادام فریدمن (انگلیسی: Martin Adam Friedman؛ زادهٔ ۸ دسامبر ۱۹۶۲) گیتاریست آمریکایی است که بیشتر به‌عنوان لید گیتاریست گروه ترش متال مگادث از ۱۹۹۰ تا ۲۰۰۰ شناخته می‌شود. فریدمن در فوریهٔ سال ۱۹۹۰ به مگادث پیوست و نزدیک به ۱۰ سال در آن گروه عضویت داشت. او از سال ۲۰۰۳ در ژاپن زندگی می‌کند.

## زندگی و حرفه
فریدمن در ۸ دسامبر ۱۹۶۲ در واشینگتن به‌دنیا آمد و در منطقهٔ بالتیمور بزرگ شد. او که تبار یهودی دارد از سن ۱۵ سالگی و قبل از آن‌که با خانواده‌اش به هاوایی مهاجرت کنند، در گروهی به نام دوس(به انگلیسی: Deuce) نوازندگی را شروع کرد.
در هاوایی به عضویت یک گروه درآمد که پیوسته در حال تغییر نام و ترکیب گروه بودند و در ضبط ۳ آلبوم با آن‌ها همکاری کرد. فریدمن با اشتیاق گیتار می‌آموخت و در موسیقی اقوام مختلف-از جمله آسیایی و خاورمیانه‌ای- در جستجوی گام‌های مرموز و جدید بود تا آن‌ها را در نوازندگی به‌کار گیرد.
در سال ۱۹۸۱ فریدمن موفق شد با شرکت موسیقی شارپنل رکوردز رابطه ایجاد کند اما این رابطه به انتشار آثارش کمکی نکرد. تا این‌که در سال ۱۹۸۶ فریدمن به همراه دوست ۱۶ ساله‌اش جیسون بِکِر گروه کاکوفونی را در سن فرانسیسکو تأسیس کردند. آن‌دو در سال ۱۹۸۷ اولین آلبوم گروه با نام سمفونی اسپید متال را منتشر کردند که باعث شد توجه شرکت‌های موسیقی به این دو نوازندهٔ مستعد و گروه‌شان معطوف شود.
بخش عمدهٔ سمفونی اسپید متال توسط مارتی فریدمن نوشته شده بود و آلبوم یک ترکیب قوی از نئو کلسیکال متال همراه با حس مرموز فریدمن در نوازندگی بود. صداهای آلبوم خیلی دهه هشتادی بودند که البته در برابر اجراهای درخشان گیتار، قابل چشم‌پوشی بود.
در سال ۱۹۸۸ آلبوم دوم گروه با نام بیرون رفتن از صحنه! و اولین آلبوم سولوی فریدمن با نام بوسهٔ اژدها با لیبل شارپنل رکوردز روانهٔ بازار شد و در پی آن تور کاکوفونی در آمریکا و ژاپن برگزار شد. فریدمن و بِکِر پس از شکست تجاری آلبوم دوم، گروه را منحل کردند و فریدمن در سال ۱۹۹۰ به‌عنوان سومین گیتاریست مگادث به آن‌ها پیوست تا گروه را در ضبط چهارمین آلبوم‌شان همراهی کند.
آلبوم راست این پیس دلیل بی چون و چرای ماندگاری او در مگادث برای بقیهٔ اعضای گروه شد و تا به امروز همچنان به‌عنوان یکی از تکنیکی‌ترین آلبوم‌های ترش متال به‌شمار می‌آید. نام مارتی فریدمن به خاطر آهنگ «آشیانهٔ ۱۸» (از آلبوم راست این پیس) در لیست پنجاه نفرهٔ نشریهٔ دنیای گیتار با عنوان «سریع‌ترین نوازندگان گیتار الکتریک همهٔ دوران» به چشم می‌خورد.
مگادث در سپتامبر ۱۹۹۹ تور جهانی برای پشتیبانی از آلبوم خطر را آغاز کرد. سه ماه پس از شروع تور، فریدمن به دلیل اختلافات موسیقایی استعفای خود را اعلام کرد. دیو ماستین بعدها گفت: «بعد از خطر به [مارتی] گفتم که باید به ریشه‌هایمان برگردیم و متال بنوازیم، و او [مگادث را] ترک کرد.»